# Laval-sur-Tourbe
Laval-sur-Tourbe és un municipi francès, situat al departament del Marne i a la regió del Gran Est. L'any 2007 tenia 50 habitants.

## Demografia

### Població
El 2007 la població de fet de Laval-sur-Tourbe era de 50 persones. Hi havia 22 famílies, de les quals 8 eren unipersonals (4 homes vivint sols i 4 dones vivint soles), 7 parelles sense fills i 7 parelles amb fills.
La població ha evolucionat segons el següent gràfic:
Habitants censats

### Habitatges
El 2007 hi havia 31 habitatges, 22 eren l'habitatge principal de la família, 4 eren segones residències i 5 estaven desocupats. Tots els 28 habitatges eren cases. Dels 22 habitatges principals, 20 estaven ocupats pels seus propietaris i 3 estaven llogats i ocupats pels llogaters; 2 tenien tres cambres, 6 en tenien quatre i 14 en tenien cinc o més. 18 habitatges disposaven pel capbaix d'una plaça de pàrquing. A 4 habitatges hi havia un automòbil i a 14 n'hi havia dos o més.

### Piràmide de població
La piràmide de població per edats i sexe el 2009 era:
| Homes | Edats   | Dones |
| ----- | ------- | ----- |
| 0     | 95 o +  | 0     |
| 0     | 90 a 94 | 1     |
| 1     | 85 a 89 | 0     |
| 0     | 80 a 84 | 1     |
| 4     | 75 a 79 | 1     |
| 1     | 70 a 74 | 4     |
| 2     | 65 a 69 | 1     |
| 1     | 60 a 64 | 1     |
| 0     | 55 a 59 | 0     |
| 4     | 50 a 54 | 2     |
| 4     | 45 a 49 | 2     |
| 1     | 40 a 44 | 3     |
| 0     | 35 a 39 | 2     |
| 4     | 30 a 34 | 0     |
| 2     | 25 a 29 | 0     |
| 1     | 20 a 24 | 0     |
| 3     | 15 a 19 | 1     |
| 1     | 10 a 14 | 2     |
| 0     | 5 a 9   | 2     |
| 0     | 0 a 4   | 1     |

## Economia
El 2007 la població en edat de treballar era de 34 persones, 28 eren actives i 6 eren inactives. De les 28 persones actives 26 estaven ocupades (15 homes i 11 dones) i 2 estaven aturades (1 home i 1 dona). De les 6 persones inactives 4 estaven jubilades i 2 estaven classificades com a «altres inactius».
Activitats econòmiques
L'únic establiment que hi havia el 2007 era d'una empresa de transport.
L'any 2000 a Laval-sur-Tourbe hi havia 7 explotacions agrícoles.

## Poblacions més properes
El següent diagrama mostra les poblacions més properes.